# Giro del Piemonte 2018
La 102.ª edición de la clásica ciclista Giro del Piemonte (llamado oficialmente: Gran Piemonte) fue una carrera en Italia que se celebró el 11 de octubre de 2018 sobre un recorrido de 191 kilómetros con inicio en el municipio de Racconigi y final en el municipio de Moncalieri.
La carrera formó parte del UCI Europe Tour 2018, dentro de la categoría 1.HC, y fue ganada por el italiano Sonny Colbrelli del Bahrain Merida. El francés Florian Sénéchal del Quick-Step Floors y el también italiano Davide Ballerini del Androni Giocattoli-Sidermec completaron el podio como segundo y tercer clasificado respectivamente.

## Equipos participantes
Tomaron parte en la carrera 18 equipos: 12 de categoría UCI WorldTeam; y 6 de categoría Profesional Continental. Formando así un pelotón de 121 ciclistas de los que acabaron 85. Los equipos participantes fueron:
| WorldTeams (12)- Astana - Bahrain-Merida - BMC Racing Team - Bora-Hansgrohe - Lotto Soudal - Movistar Team - Quick-Step Floors - Dimension Data - EF Education First-Drapac p/b Cannondale - Katusha-Alpecin - Sky - UAE Team Emirates Equipos continentales profesionales (6)- Androni Giocattoli-Sidermec - Bardiani CSF - Gazprom-RusVelo - Israel Cycling Academy - Nippo-Vini Fantini-Europa Ovini - Wilier Triestina-Selle Italia |
| |

## Clasificación final
- Las clasificaciones finalizaron de la siguiente forma:[3]

| \| Clasificación general \| Clasificación general \| Clasificación general \| Clasificación general \| Clasificación general \| \| Ciclista \| Ciclista \| Equipo \| Tiempo \| \| \| --------------------- \| --------------------- \| ----------------------------- \| --------------------- \| --------------------- \| \| 1.º \| Sonny Colbrelli \| Bahrain-Merida \| 4 h 20 min 50 s \| \| \| 2.º \| Florian Sénéchal \| Quick-Step Floors \| + 0 s \| \| \| 3.º \| Davide Ballerini \| Androni Giocattoli-Sidermec \| + 0 s \| \| \| 4.º \| Jhonatan Restrepo \| Katusha-Alpecin \| + 0 s \| \| \| 5.º \| Riccardo Minali \| Astana \| + 0 s \| \| \| 6.º \| Manuel Belletti \| Androni Giocattoli-Sidermec \| + 0 s \| \| \| 7.º \| Christoph Pfingsten \| Bora-Hansgrohe \| + 0 s \| \| \| 8.º \| Andrea Guardini \| Bardiani CSF \| + 0 s \| \| \| 9.º \| Barnabás Peák \| Quick-Step Floors \| + 2 s \| \| \| 10.º \| Simone Velasco \| Wilier Triestina-Selle Italia \| + 2 s \| \| |                     |                               |                 |
| |                     |                               |                 |
| Fuente: ProCyclingStats |                     |                               |                 |
| Clasificación general |                     |                               |                 |
| Ciclista | Ciclista            | Equipo                        | Tiempo          |
| 1.º | Sonny Colbrelli     | Bahrain-Merida                | 4 h 20 min 50 s |
| 2.º | Florian Sénéchal    | Quick-Step Floors             | + 0 s           |
| 3.º | Davide Ballerini    | Androni Giocattoli-Sidermec   | + 0 s           |
| 4.º | Jhonatan Restrepo   | Katusha-Alpecin               | + 0 s           |
| 5.º | Riccardo Minali     | Astana                        | + 0 s           |
| 6.º | Manuel Belletti     | Androni Giocattoli-Sidermec   | + 0 s           |
| 7.º | Christoph Pfingsten | Bora-Hansgrohe                | + 0 s           |
| 8.º | Andrea Guardini     | Bardiani CSF                  | + 0 s           |
| 9.º | Barnabás Peák       | Quick-Step Floors             | + 2 s           |
| 10.º | Simone Velasco      | Wilier Triestina-Selle Italia | + 2 s           |

## UCI World Ranking
El Giro del Piemonte otorgó puntos para el UCI Europe Tour 2018 y el UCI World Ranking, este último para corredores de los equipos en las categorías UCI WorldTeam, Profesional Continental y Equipos Continentales. La siguiente tabla muestra el baremo de puntuación y los 10 corredores que obtuvieron más puntos:
| Posición              | 1.º | 2.º | 3.º | 4.º | 5.º | 6.º | 7.º | 8.º | 9.º | 10.º | 11.º | 12.º | 13.º | 14.º | 15.º | 16.º-30.º | 31.º-40.º |
| Clasificación general | 200 | 150 | 125 | 100 | 85  | 70  | 60  | 50  | 40  | 35   | 30   | 25   | 20   | 15   | 10   | 5         | 3         |

| 1.º  | Sonny Colbrelli     | Bahrain Merida                | 200 |
| 2.º  | Florian Sénéchal    | Quick-Step Floors             | 150 |
| 3.º  | Davide Ballerini    | Androni Giocattoli-Sidermec   | 125 |
| 4.º  | Jhonatan Restrepo   | Katusha-Alpecin               | 100 |
| 5.º  | Riccardo Minali     | Astana                        | 85  |
| 6.º  | Manuel Belletti     | Androni Giocattoli-Sidermec   | 70  |
| 7.º  | Christoph Pfingsten | Bora-Hansgrohe                | 60  |
| 8.º  | Andrea Guardini     | Bardiani CSF                  | 50  |
| 9.º  | Barnabás Peák       | Quick-Step Floors             | 40  |
| 10.º | Simone Velasco      | Wilier Triestina-Selle Italia | 35  |